# Fracció reductible
En matemàtiques una fracció és reductible, o reduïble, quan pot ser simplificada; en altres paraules, quan el seu numerador i el seu denominador tenen divisors comuns. Si una fracció ja no es pot simplificar es diu que és irreductible.

## Exemples
La fracció:
{\displaystyle {\frac {25}{10}}\,}
és reductible, atès que se la pot representar:
{\displaystyle {\frac {25}{10}}={\frac {5\cdot 5}{2\cdot 5}}={\frac {5}{2}}\,}